# Регионален исторически музей (Разград)
Вижте пояснителната страница за други значения на Регионален исторически музей.
Регионалният исторически музей в град Разград, България.

## Местоположение
Музеят се намира в покрайнините на град Разград, бул. „Априлско въстание“ 70.

## Отдели
- Археология
- Етнография
- България през XV-XIX век
- Нова история на България

## Обекти
- Музей Абритус
- Етнографски музей
- Къща музей „Станка и Никола Икономови“
- Къща музей „проф. Димитър Ненов“